# Zbigniew Kamykowski
Zbigniew Tadeusz Kamykowski (ur. 15 października 1921 w Chełmie, zm. 30 września 1998 w Warszawie-Ursusie) – artysta fotografik, członek rzeczywisty Związku Polskich Artystów Fotografików Okręgu warszawskiego (ZPAF) (od 1952 r).

## Życiorys
Syn Ludwika Kamykowskiego. Dzieciństwo spędził w Lublinie, z którego przeniósł się wraz z rodzicami do Krakowa w 1937 roku. Tutaj, podczas okupacji zdał maturę na tajnych kompletach i rozpoczął studia filologiczne na Uniwersytecie Jagiellońskim. Ukończył je z tytułem magistra polonistyki. Po zakończeniu wojny został asystentem polonistyki na UJ. Następnie objął posadę asystenta prof. J. Krzyżanowskiego na tworzącym się Uniwersytecie Warszawskim.
Jako polonista dokumentował na mikrofilmach odratowane z pożogi wojennej książki i woluminy. Wtedy zaczęło się zainteresowanie fotografią, która stała się jego zawodem.
Z poważniejszą pracą fotograficzną zetknął się w 1947 r. w Muzeum Etnograficznym. Od 1949 roku zajął się fotografią artystyczną, nawiązując kontakty ze środowiskiem fotografików uczestniczących w ruchu wystawienniczym.
W sposób wyjątkowo ambitny i nieprzeciętny potrafił fotografować piękne dzieła sztuki w plenerze, we wnętrzach zabytkowych obiektów, oraz muzeach całej Polski. Był autorem wielu fotografii artystycznych z zakresu krajobrazu, folkloru, architektury, malarstwa, sztuki sakralnej. Jego fotografiami ilustrowane były liczne albumy o sztuce. Bardziej znane to: ”Canaletto”, „Nikifor”, „Kobieta w malarstwie”, „Gotyckie malarstwo tablicowe”, „Malarstwo z Galerii Jana Pawła II”, „Polonia arte e cultura”, „Renesans w Polsce”, „Sztuka romańska”, „Muzeum Narodowe w Warszawie”, „Polaków portret własny” ,”Wrocław na wyspach”, dokumentacja wystawy kolekcji Porczyńskich. Inne wcześniejsze to: „Mazowsze”, „Pieśni Podhala”, „Ludowe instrumenty muzyczne”,
Niektóre z cykli fotografii zostały wykorzystane do kalendarzy rocznych. Wykonywał również,( w początkowym okresie swej pracy), widokówki i foldery, dla „Ruchu”, dokumentując tak przez wiele lat całą Polskę.
Współpracował z Zakładem Narodowym im. Ossolińskich, Muzeum Narodowym w Warszawie i Krakowie, oraz z wieloma wydawnictwami jak: Arkady, Polskie Wydawnictwo Muzyczne, P.W.N., Polonia i inne.
Wykonywał fotografie czarno białe, w późniejszym czasie kolorowe według autorskiej technologii obróbki materiałów barwnych.
Jego wyobraźnia techniczna pozwoliła na zaprojektowanie i zbudowanie aparatu fotograficznego wzorowanego na kamerze „Sinar”. Aparat umożliwiał osiągnięcie najwyższej jakości fotografii. Tworzył też różne zaskakujące konstrukcje umożliwiające fotografowanie wysokich sklepień kościołów, wnętrz Wawelu, czy Kaplicy Zygmuntowskiej.

## Wybrane publikacje
lista uwzględnia publikacje dostępne w elektronicznych katalogach Biblioteki Narodowej, NUKAT, KARO
1. Andrzej Wróblewski / oprac. Aleksander Wojciechowski; zdj. Zbigniew Kamykowski. Warszawa : Arkady, 1979. Seria (Mała Encyklopedia Sztuki; 55)
2. Bukowina Tatrzańska / Barbara Bazińska; zdj. Zbigniew Kamykowski. Warszawa : "Sport i Turystyka", 1954.
3. Drzwi gnieźnieńskie / oprac. Jacek Wierzbicki; zdj. Zbigniew Kamykowski, Warszawa : "Arkady", 1979. Seria (Mała Encyklopedia Sztuki; 53)
4. Górole, górole góralsko muzyka : śpiewki Podhala / wybór melodii i tekstów Aleksandra Szurmiak-Bogucka; fot. Krystyna Gorazdowska, Zbigniew Kamykowski, Władysław Werner, Kraków : Polskie Wydawnictwo Muzyczne, 1959, 1974
5. Instrumenty muzyczne na ziemiach polskich : zarys problematyki rozwojowej / Włodzimierz Kamiński; fotografie Zbigniew Kamykowski. Kraków : Polskie Wydawnictwo Muzyczne, 1971.
6. Jerzy Tchórzewski / oprac. Aleksander Wojciechowski; zdj. Zbigniew Kamykowski. Warszawa : "Arkady", 1979. Seria (Mała Encyklopedia Sztuki; 54) ISBN 83-213-2899-7
7. Jesień Tatrzańska : migawki festiwalowe / fot. Zbigniew Kamykowski; wstęp Roman Reinfuss, noty o zespołach Kazimierz Strachanowski. Kraków : Polskie Wydawnictwo Muzyczne, 1971
8. Nikifor / Andrzej Banach; fot. Zbigniew Kamykowski. Warszawa : "Arkady", 1984.
9. Piotr Potworowski / Zdzisław Kępiński; zdjęcia Zbigniew Kamykowski. Warszawa : "Arkady", 1978.
10. Polaków portret własny : praca zbiorowa. Cz. 1, Ilustracje / pod red. Marka Rostworowskiego; zdjęcia Zbigniew Kamykowski., Warszawa : Arkady, 1983.
11. Polskie instrumenty ludowe / Stanisław Olędzki; zdjęcia: Zbigniew Kamykowski. Kraków : Polskie Wydaw. Muzyczne, 1978. (Albumy PWM o Instrumentach)
12. Przewodnik po dziale kultury materialnej Podhala / Starek, Edyta, zdj. Z. Kamykowski i S. Zwoliński; rys. A Wierzbicka, Muzeum Tatrzańskie im. T. Chałubińskiego. Zakopane : Ministerstwo Kultury i Sztuki. Centralny Zarząd Muzeów, 1953.
13. Renesans w Polsce / Helena i Stefan Kozakiewiczowie; zdjęcia Zbigniew Kamykowski, Edmund Kupiecki. – Warszawa : Arkady, 1976. Seria (Monografie Epok Artystycznych); wyd. 2: 1984
14. The renaissance in Poland / Helena and Stefan Kozakiewiczowie; phot. Zbigniew Kamykowski, Edmund Kupiecki; Warsaw : Arkady Publishers, 1976.
15. Skrzypce polskie / Włodzimierz Kamiński; zdj. Zbigniew Kamykowski. Kraków : PWM, 1969.
16. Sztuka ludowa w Polsce : malarstwo, rzeźba, grafika : katalog wystawy w Towarzystwie Przyjaciół Sztuk Pięknych w Krakowie / Tadeusz Seweryn; fot. Zbigniew Kamykowski et al.; Ministerstwo Kultury i Sztuki; Kraków : Centralny Instytut Kultury, 1948.
17. Tadeusz Kulisiewicz / Irena Jakimowicz; zdj. Zbigniew Kamykowski. Warszawa : "Arkady"; Berlin : "Henschelverlag", 1976. Seria W Kręgu Sztuki.
18. Wesele góralskie / zapisała Aleksandra Szurmiak-Bogucka; fot.: Zbigniew Kamykowski, Wojciech Plewiński, Władysław Werner. Kraków : Polskie Wydawnictwo Muzyczne, 1974.
19. Wybieram zawód geofizyka / E. Stenz; zdj. Z. Kamykowski, E. Stenz. Warszawa : Państwowe Wydawnictwo Naukowe : na zlec. Ministerstwa Szkolnictwa Wyższego, 1954
20. Wybór piosenek i tańców z repertuaru zespołu Mazowsze / Tadeusz Sygietyński; fot. Zbigniew Kamykowski i in.; Kraków : Polskie Wydawnictwo Muzyczne, 1961
21. Wyspiański : witraże / oprac. Joanna Bojarska-Syrek; zdj. Michał Dielewicz i Zbigniew Kamykowski. Warszawa : Arkady, 1980. Seria (Mała Encyklopedia Sztuki; 64); wyd. 2: 1983